# Euregio Neisse
De Neisse Euregio (Duits: Euroregion Neiße, of Euroregion Neisse-Nisa-Nysa) is een trans-nationale samenwerkingsstructuur (Euregio) die bestaat uit landen en hun bestuurlijke onderverdelingen die gelegen zijn in het stroomgebied van de Neisse in het grensgebied van Duitsland, Polen en Tsjechië. De Euregio werd in 1991 opgericht. 
De oppervlakte van het gebied bedraagt 13.254 km² en heeft een bevolkingsaantal van 1.638.216 inwoners per 31 december 2007.

## Doelstellingen van de regio
- Elimineer de negatieve invloed van de staatsgrenzen
- Verbetering van de levensstandaard van de inwoners
- Verbetering van het natuurlijke en culturele-politieke omstandigheden van het leven
- Ontwikkeling van het economisch potentieel van de Euregio door middel van gerichte coöperatieve betrekkingen op vele niveaus

## Leden
- Duitsland
  - Landkreis Bautzen, Landkreis Görlitz
- Polen
  - Bogatynia, Bolesławiec, Powiat Bolesławiecki, Bolków, Gozdnica, Gromadka, Gryfów Śląski, Janowice Wielkie, Jawor, Jelenia Góra, Powiat Jeleniogórski, Jeżów Sudecki, Kamienna Góra, Kamienna Góra, Powiat Kamiennogórski, Karpacz, Kowary, Leśna, Lubań, Powiat Lubański, Lubawka, Lubomierz, Powiat Lwówecki, Łęknica, Marciszów, Mirsk, Mściwojów, Mysłakowice, Nowogrodziec, Lwówek Śląski, Olszyna, Osiecznica, Paszowice, Piechowice, Pieńsk, Platerówka, Podgórzyn, Przewóz, Siekierczyn, Sulików, Szklarska Poręba, Świeradów-Zdrój, Świerzawa, Węgliniec, Wleń, Wymiarki, Powiat Żarski, Stara Kamienica, Zawidów, Zgorzelec, Zgorzelec, Powiat Zgorzelecki, Złotoryja, Złotoryja, Powiat Złotoryjski
- Tsjechië
  - Okres Liberec, Okres Česká Lípa, Okres Jablonec nad Nisou, Okres Semily, Okres Děčín, Bělá pod Bezdězem